# 高乙那
高乙那(韓文：고을나，? ~ ?）為朝鮮三國時代的部落國家， 耽羅國的始祖。
據《高麗史》中古記記載，在太初遠古時期，濟州島原本空無一人。有一天在漢拏山北面山腳下的毛興穴，有三位神人由地下湧出。老大是良乙那(양을나)，老二是高乙那，老三是夫乙那（부을나）。 三位神人從山頂上射出了三支箭，箭落下的地方便成為自己後裔的居住地，高乙那所居曰第二都。

## 註腳
1. ↑  . 韓國文化百科全書.   [2018-06-26]. （原始内容存档于2018-06-28）.